# دیر (آرکانزاس)
دیر (به انگلیسی: Deer) یک منطقهٔ مسکونی در ایالات متحده آمریکا است که در شهرستان نیوتون، آرکانزاس واقع شده‌است. دیر ۶۸۰ نفر جمعیت دارد و ۷۱۲٫۹۴ متر بالاتر از سطح دریا واقع شده‌است.